# Вискоза (компания)
Акционерное общество «Вискоза» — существовавшая в дореволюционной России компания, учрежденная англо-бельгийскими акционерами. Штаб-квартира компании располагалась в Санкт-Петербурге.

## История

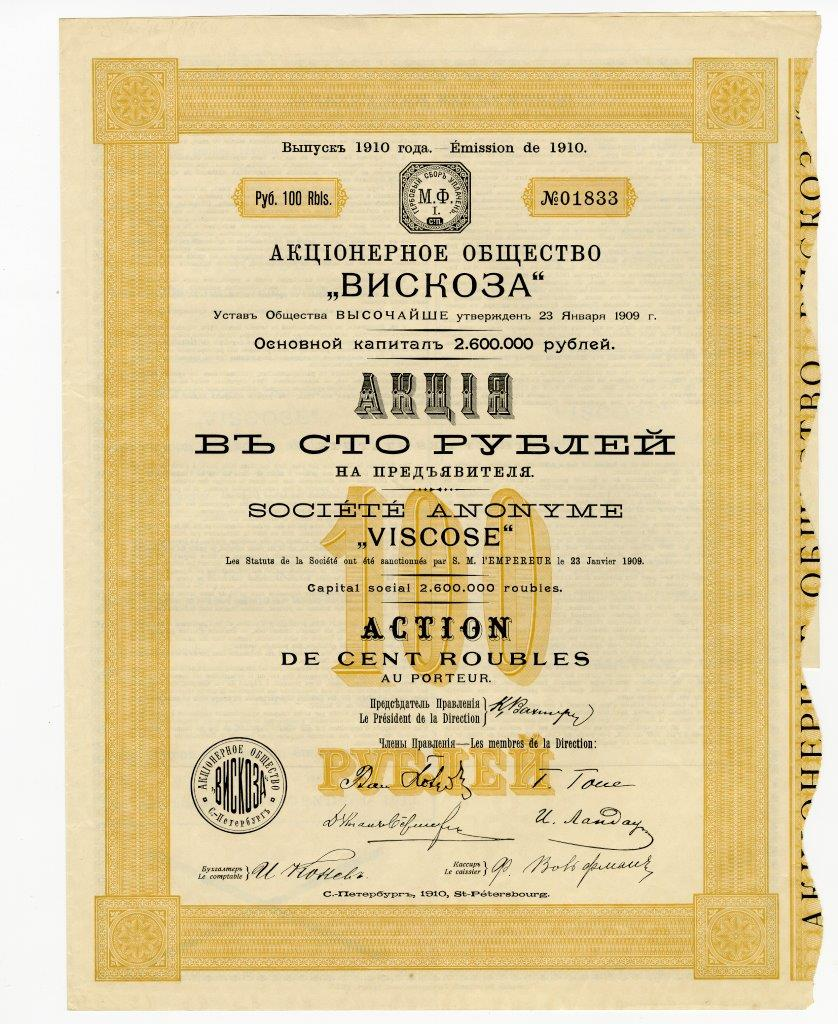
Акция в сто руб. на предъявителя Акционерного общества "Вискоза". С.-Петербург, 1910 г.

Компания основана в 1909 году (Устав Высочайше утвержден 23 января) при непосредственном участии англо-бельгийского капитала. А уже в октябре того же года в подмосковном селении Мытищи принадлежащая акционерному обществу фабрика, оснащенная поставленным из Великобритании и Германии самым современным по тема временам оборудованием, начала выдавать первую продукцию - вискозный шелк.
Сырьё для производства вискозы - древесная целлюлоза - также поставлялось из-за границы, туда же сбывалась готовая продукция, выпускавшаяся объемом в 300 кг волокна в сутки. На предприятии, первым техническим руководителем которого служил один из изобретателей вискозного способа получения волокон английский химик Чарльз Кросс, было задействовано порядка трехсот рабочих и специалистов.
В результате последовавшей после двух русских революций национализации, приведшей к отстранению прежнего руководства, а также невозможности получать импортное сырье, производство предприятия бывшего Акционерного общества "Вискоза" было остановлено и возобновилось лишь в начале 1924 года.
С 1931 года. на базе Мытищинской фабрики "Вискоза" был организован первый советский научно-исследовательский институт искусственного волокна - НИИВ. В настоящее время традиции, заложенные в России на заре XX века англо-бельгийским акционерным обществом "Вискоза", продолжает Научно-производственный комплекс ООО "ЛИРСОТ".